# Sinpyeong-myeon, Dangjin
Sinpyeong-myeon (koreanska: 신평면) är en socken i kommunen Dangjin i provinsen Södra Chungcheong i Sydkorea, 80 km sydväst om huvudstaden Seoul.